# Forme Joubert

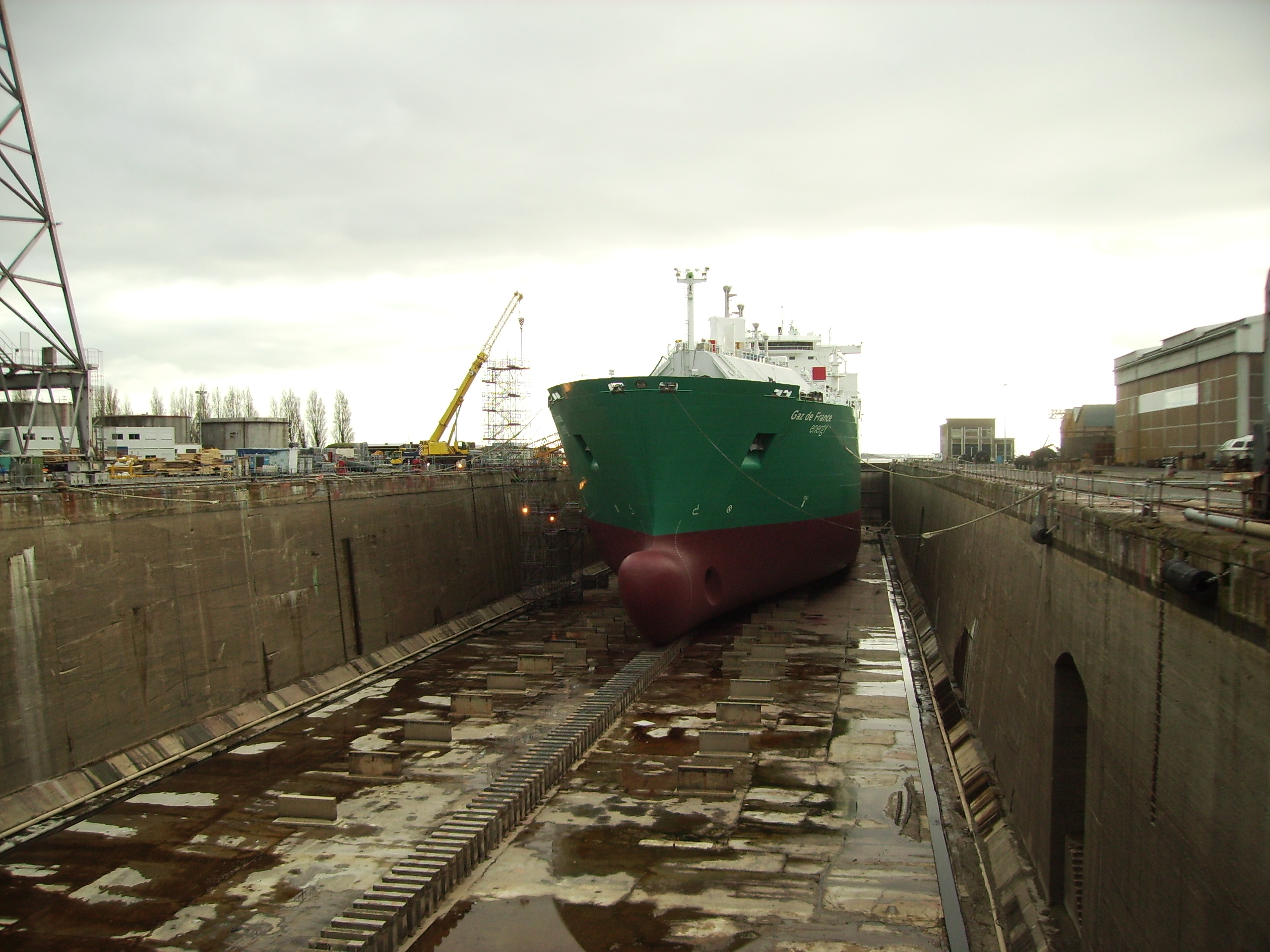
Dockschleuse Forme Joubert

Die Forme Joubert (deutsch Joubert-Dock) ist eine Dockschleuse am Hafen der französischen Stadt Saint-Nazaire. Bekannt wurde das Trockendock durch das britische Kommandounternehmen Operation Chariot des Jahres 1942. Das Bauwerk trägt den Namen des 1930 verstorbenen Vorsitzenden der Handelskammer von Saint-Nazaire Louis Joubert, der sich für dessen Bau eingesetzt hatte.

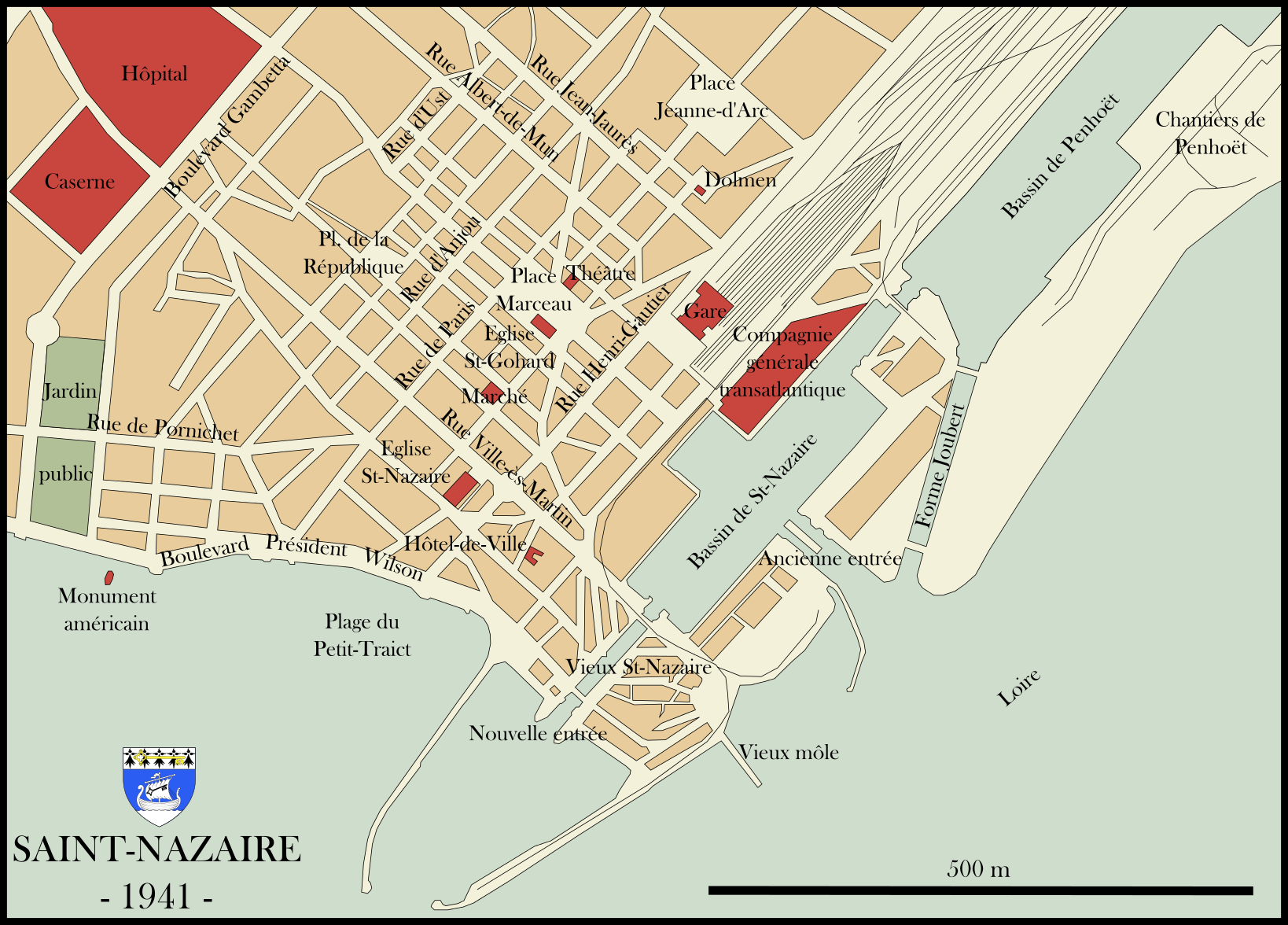
Stadtplan von Saint-Nazaire mit der Forme Joubert (1941)

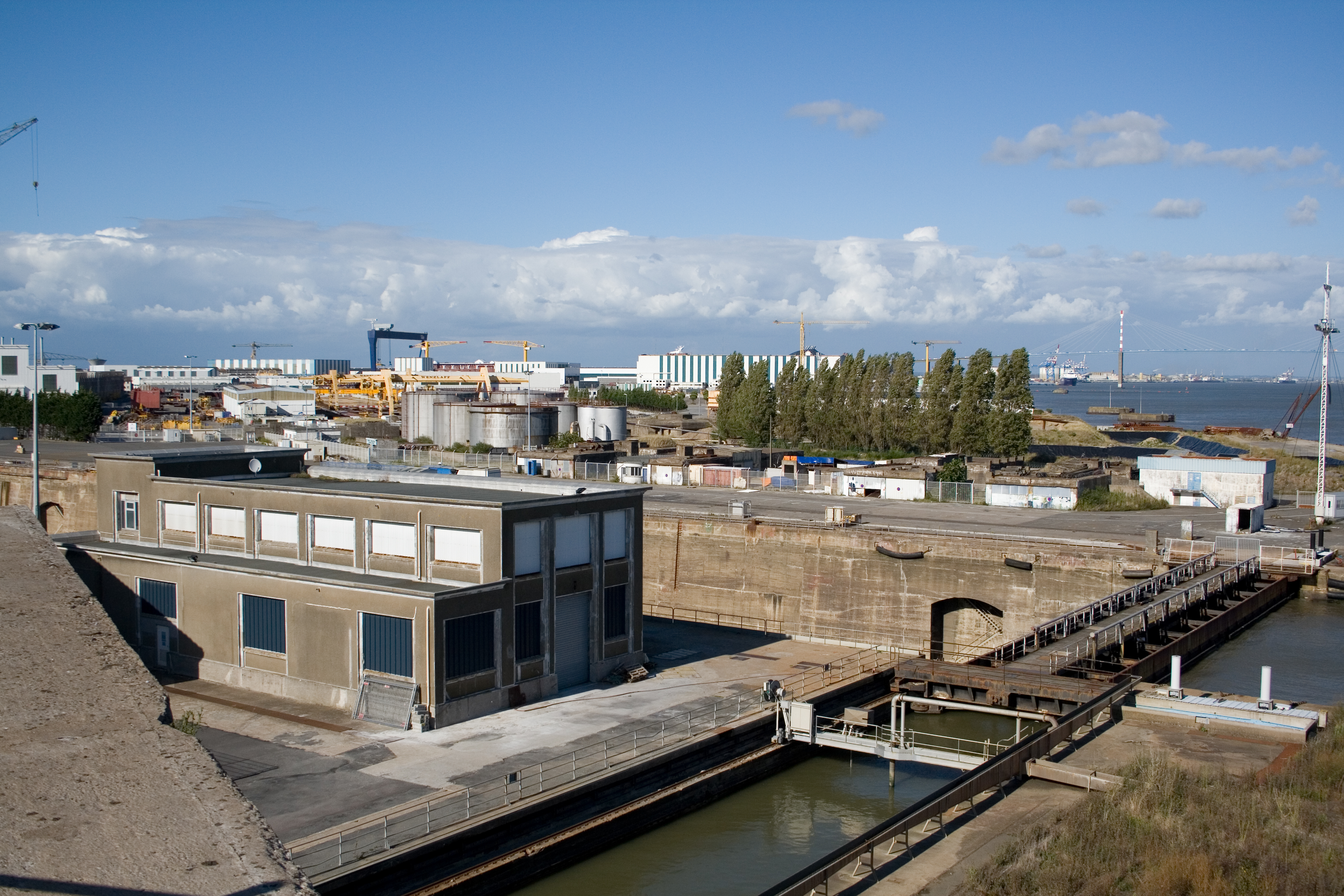
„Caisson-and-camber“-Südtor der Forme Joubert

Für die Fertigstellung bzw. den Bau der großen Passagierschiffe Île de France und Normandie reichten die in den Hafenanlagen vorhandenen Docks nicht mehr aus. Daher wurde im Februar 1929 mit dem Bau eines größeren Docks begonnen. Die 350 m lange, 50 m breite und 16,60 m hohe Kammer erhielt an beiden Enden je ein Tor und konnte somit zugleich als Sperrschleuse zwischen dem Hafenbecken Bassin de Penhoët und der Trichtermündung der Loire an der Grenze zum offenen Meer genutzt werden. Die Tore wurden jeweils aus 51 m langen und 11 m breiten hohlen Stahlteilen im „Caisson-and-camber“-Stil gebaut. 700 Arbeiter waren auf der Baustelle beschäftigt, am 29. Oktober 1932 wurde die Forme Jobert eingeweiht. Die Normandie verblieb von der Kiellegung bis zum Stapellauf 1935 40 Monate lang in dem neuen Dock.
Während der Deutschen Besetzung Frankreichs im Zweiten Weltkrieg ließ die Kriegsmarine in Saint-Nazaire einen Stützpunkt mit U-Boot-Bunker errichten. Die Forme Joubert war das einzige Dock an der französischen Westküste, das groß genug gewesen wäre, um die deutschen Schlachtschiffe Bismarck und Tirpitz der Bismarck-Klasse aufzunehmen und warten zu können. Damit wäre der Einsatz dieser Schiffe im Atlantik wesentlich erleichtert worden. Mit der Operation Chariot gelang es der Royal Navy dies zu verhindern. Unterstützt von 35 Whitley- und 25 Vickers-Wellington-Bombern griffen in der Nacht auf den 28. März 1942 britische Elitesoldaten mit dem modifizierten Zerstörer HMS Campbeltown, einem Kanonenboot als Leitschiff und je 15 Soldaten fassenden hölzernen Motorbarkassen die Forme Joubert an. Wesentliche Informationen für die Planung des Unternehmens hatte die Résistancegruppe Confrérie Notre-Dame geliefert.

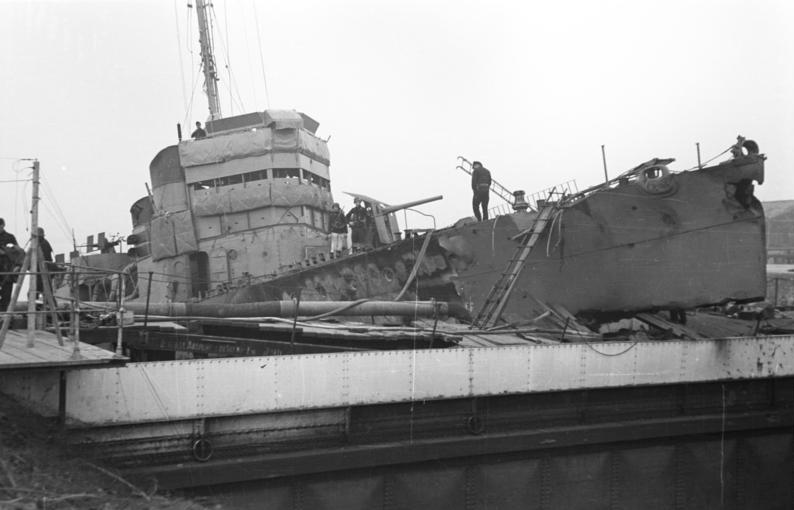
Die in das südliche Schleusentor verkeilte Campbeltown vor der Explosion

Um 1:34 Uhr rammte die mit nur 75 Mann besetzte Campbeltown mit einer Geschwindigkeit von etwa 20 kn das südliche Schleusentor. Hinter dem Hauptgeschütz des Zerstörers waren 24 in Stahl und Beton eingeschlossene Wasserbomben platziert, die über mehrere chemische Zeitzünder aktiviert werden sollten. Gegen 9 Uhr sollten diese Sprengladungen explodieren, was aber nicht geschah. Den britischen Soldaten gelang es jedoch, die weitere Infrastruktur des Docks wie die Pumpenanlagen zu zerstören.
Die Deutschen, die das in das Tor verkeilte Schiff untersuchten, fanden den Sprengstoff nicht. Als er gegen 10:35 Uhr doch noch explodierte, zerstörte er das Tor und riss zugleich 250 Soldaten und Zivilisten in den Tod. Damit wurde das Dock für den Rest des Zweiten Weltkriegs unbrauchbar gemacht.
Nach der Reparatur war es Ende der 1940er Jahre der vormals deutsche Passagierdampfer Europa, der unter dem neuen Namen Liberté als erstes Schiff in der Forme Joubert instand gesetzt wurde. Die heutigen Pumpen können die 273.000 m³ Wasser fassende Kammer innerhalb von zwölf Stunden leeren. Im Jahr 2010 erhielt die südliche Schleusenöffnung ein neues Tor.
Für den Bau noch größerer Schiffe wie Supertanker und die Queen Mary 2 löste in den 1970er Jahren das Bassin C die Forme Joubert als größtes Dock in Saint-Nazaire ab. Es weist eine Länge von 450 m bei einer Breite von 150 m auf.